# Busbahnhof Kėdainiai

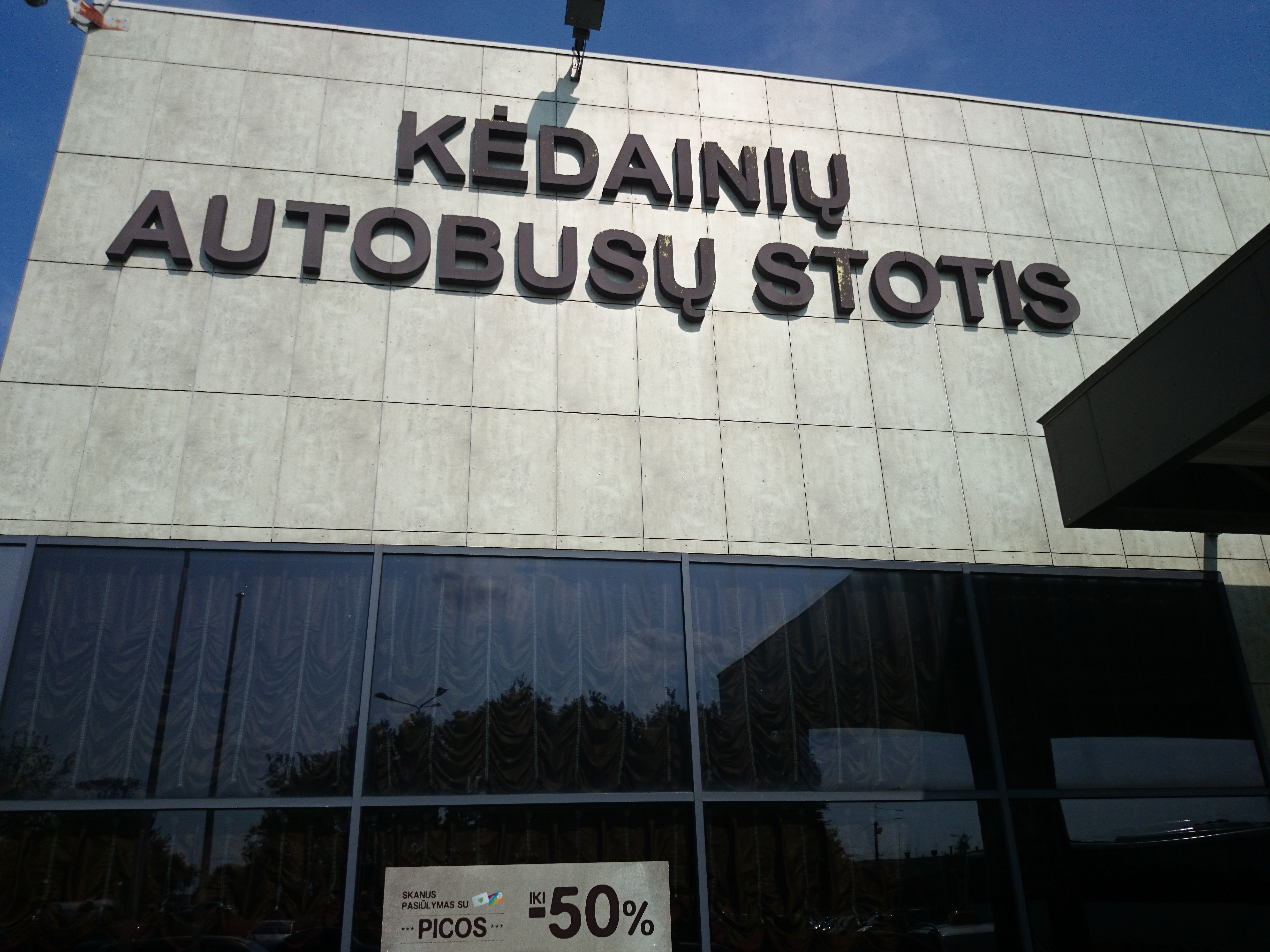
Busbahnhof

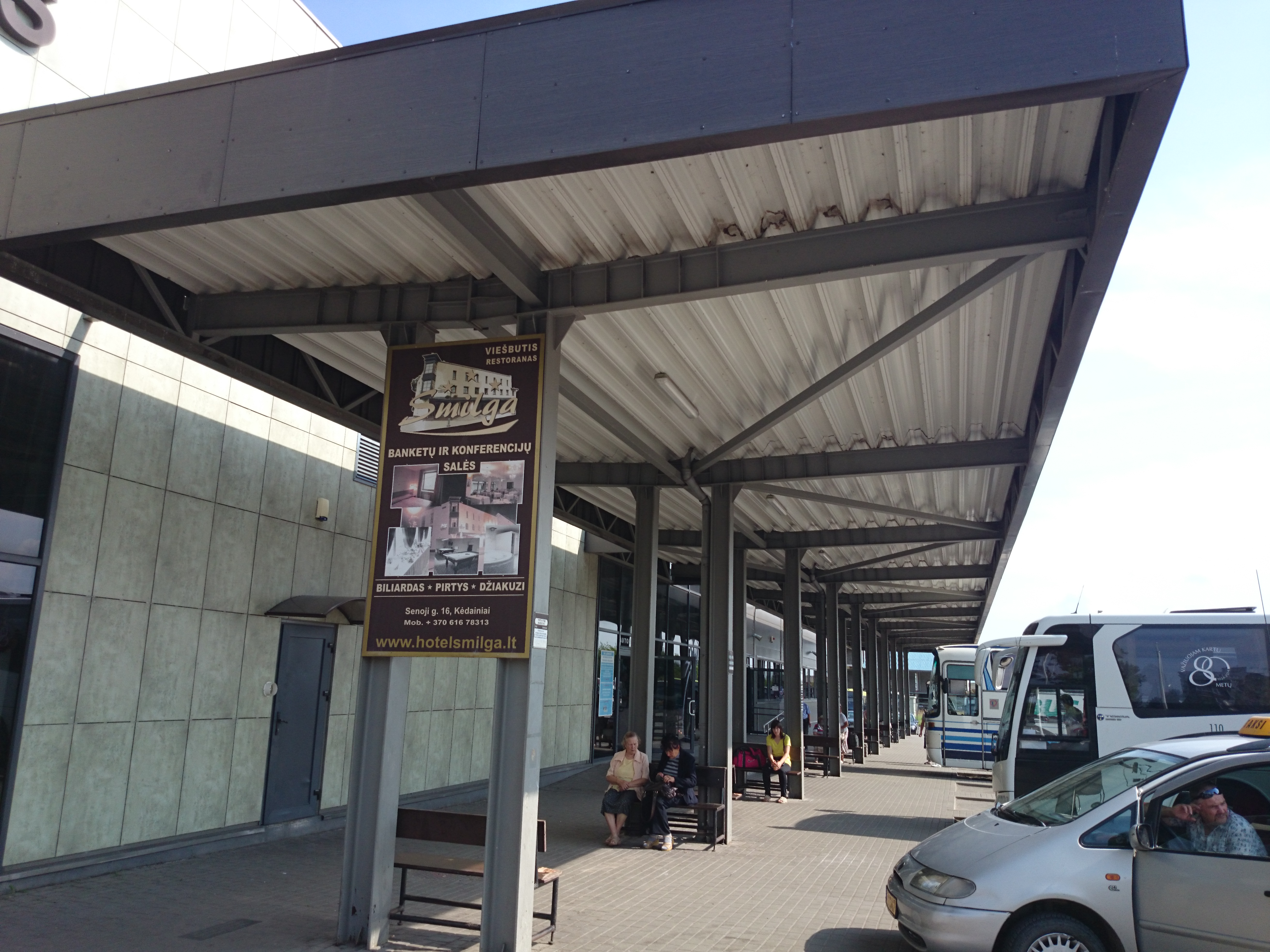
Zufahrt

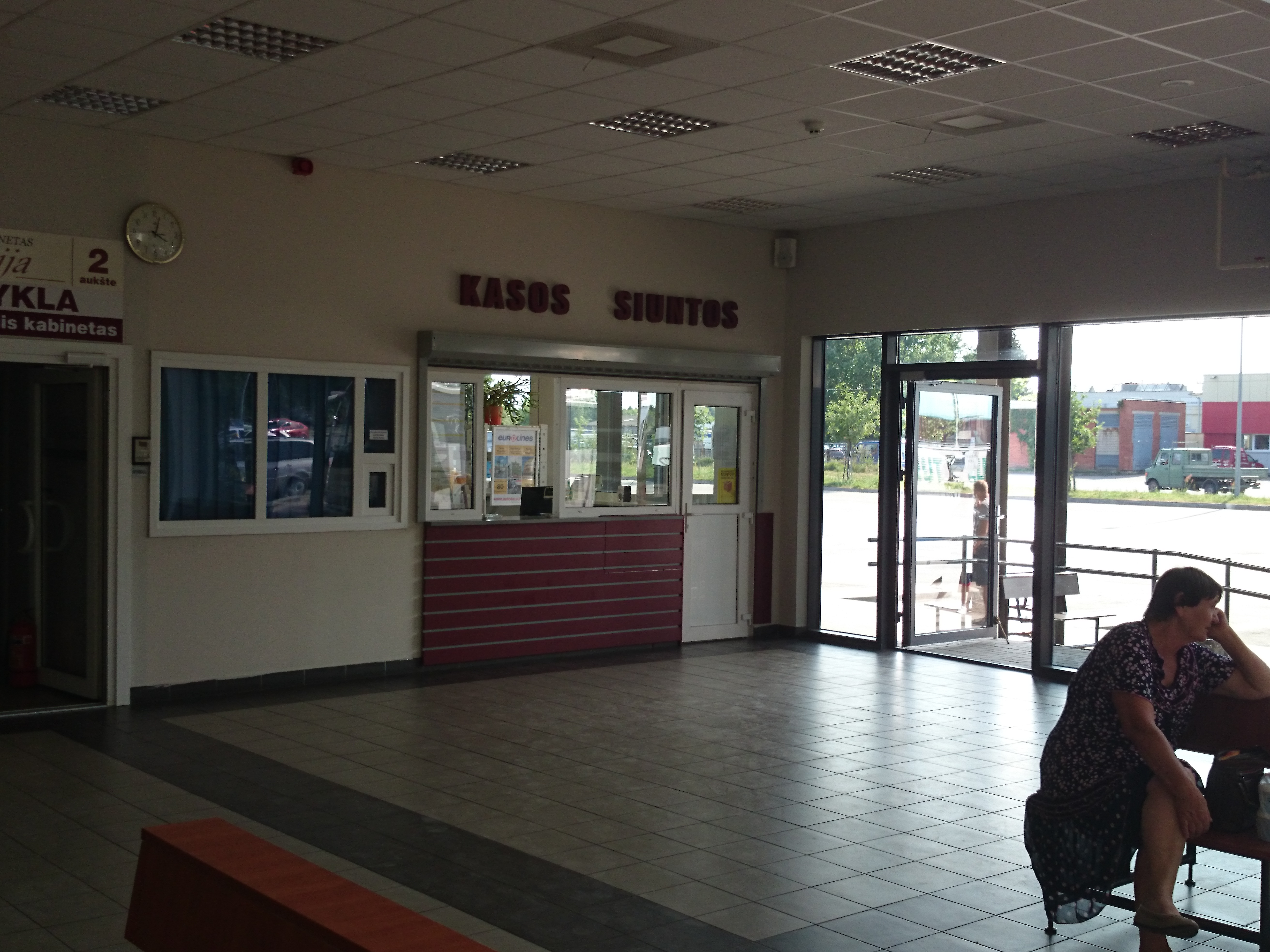
Kasse

Der Busbahnhof Kėdainiai (lit. Kėdainių autobusų stotis) ist ein Busbahnhof in Litauen, in der Rajongemeinde Kėdainiai. Der Bahnhof befindet sich unweit vom Bahnhof Kėdainiai (Adresse: J. Basanavičiaus g. 93, LT-57354, Kėdainiai). Der erste Busbahnhof Kėdainiai befand sich von 1968 bis 1988 im Stadtzentrum, am Platz Ramybės skveras. Seit April 2009 liegt er am Stadtrand. 2008 wurde er nach der Rekonstruktion und Kapitalrenovierung erneuert. Der Busbahnhof hat die Fläche von 830 Quadratmetern. Im Busbahnhof befindet sich das Handelszentrum Maxima. Der Busbahnhof wird vom Unternehmen UAB „Kėdbusas“ verwaltet. Die Busse werden von „Kautra“, „Busturas“, „Panevėžio autobusai“, „Eurolines“, „Biržų autobusų parkas“, „Marijampolės autobusų parkas“, „Vilkaviškio autobusų parkas“ und anderen Busunternehmen bedient.

## Verkehr
Diese Städte sind erreichbar:
- Kaunas (durch Josvainiai, Cinkiškiai; Vandžiogala; Labūnava)
- Panevėžys (durch Ramygala; Surviliškis, Krekenava; Šventybrastis, Krekenava)
- Šiauliai (durch Dotnuva, Radviliškis)
- Biržai (durch Panevėžys, Pasvalys)
- Alytus (durch Kaunas)
- Druskininkai (durch Kaunas, Alytus)
- Vilkaviškis (durch Kaunas, Marijampolė)
- Mažeikiai (durch Šiauliai)
- Marijampolė (durch Kaunas)
- Vilnius (durch Ukmergė)
- Riga (durch Panevėžys, Bauska),  Lettland